# Caselle Landi
Caselle Landi es una localidad y comune italiana de la provincia de Lodi, región de Lombardía, con 1.765 habitantes.
La palabra Landi en el nombre procede de la antigua familia noble italiana Landi.
Es limítrofe con los siguientes términos municipales: Cornovecchio, Meleti, Corno Giovine, Santo Stefano Lodigiano, Castelnuovo Bocca d'Adda, Piacenza, y Caorso.

## Galería fotográfica

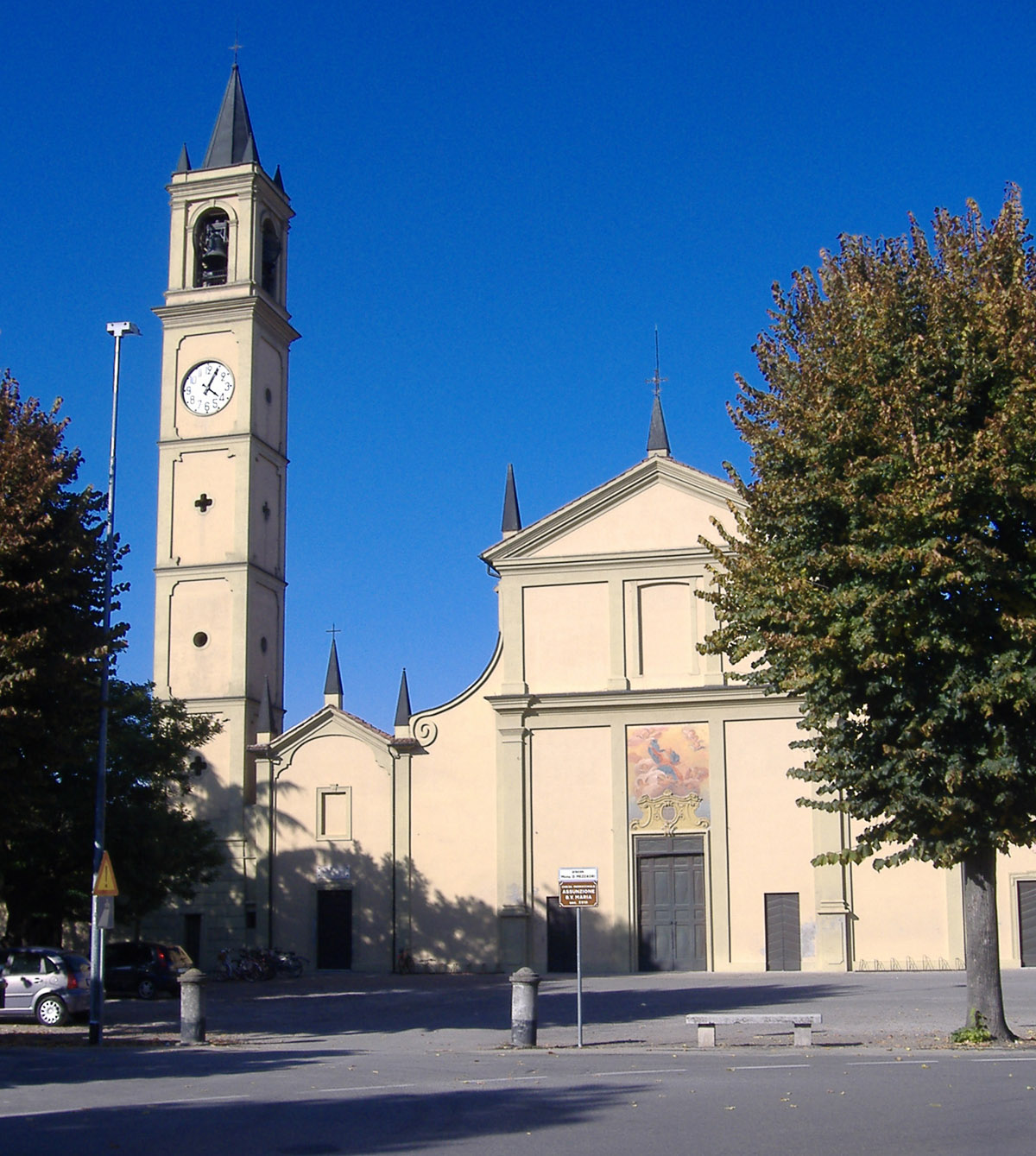
Iglesia parroquial
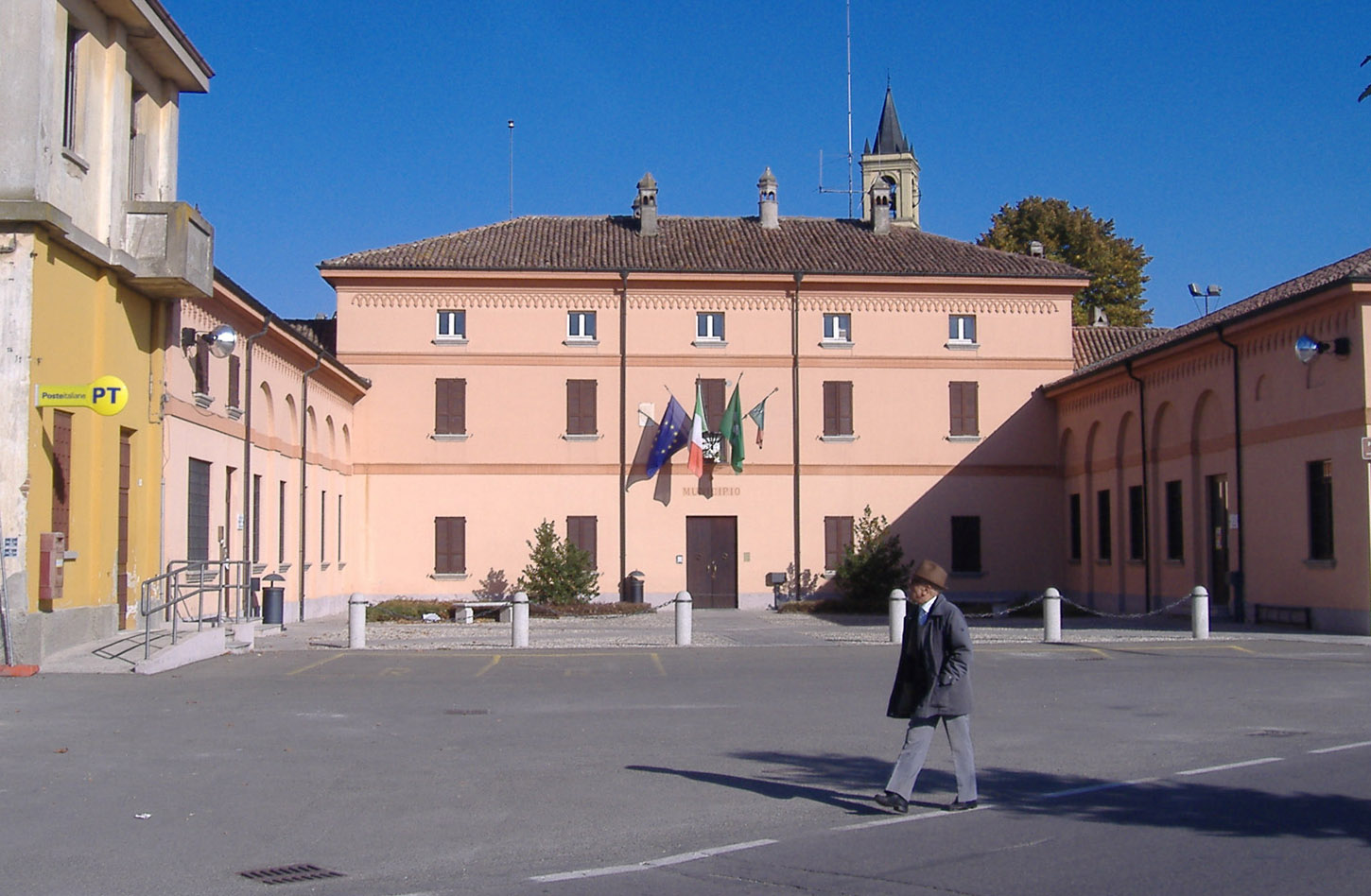
Edificio municipal
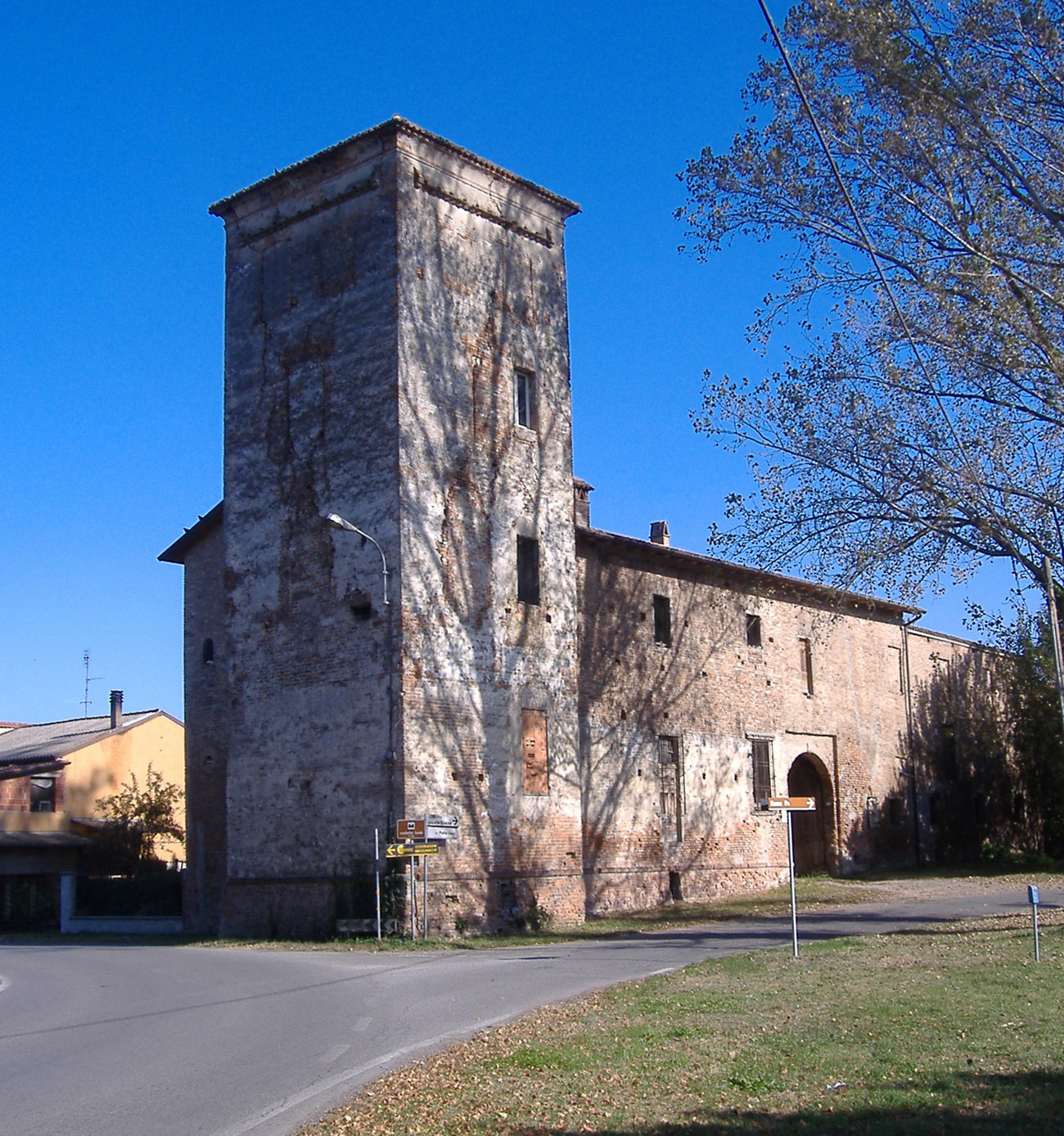
Castillo viejo
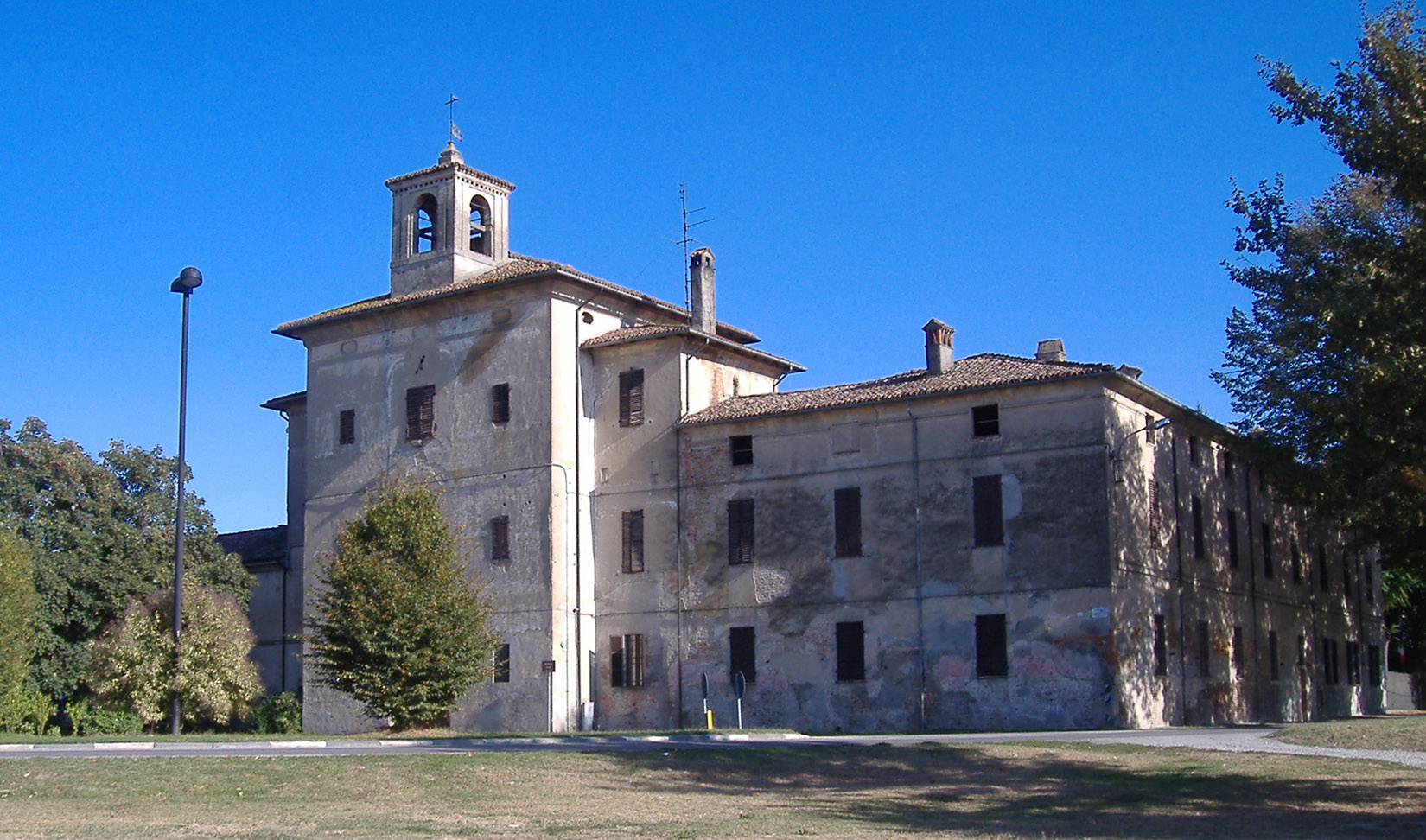
Castillo nuevo

## Personas notables
- Giovanni Losi (1838-1882), misionero comboniano

## Evolución demográfica
| Gráfica de evolución demográfica de Caselle Landi entre 1861 y 2001 |
|                                                                     |
| Fuente ISTAT - elaboración gráfica de Wikipedia                     |